# Episodi de L'onore e il rispetto (quarta stagione)
La quarta stagione della serie televisiva L'onore e il rispetto (nota come L'onore e il rispetto - Parte quarta) composta da sei episodi, è stata trasmessa in prima visione su Canale 5 dal 1º settembre al 6 ottobre 2015.
| Episodio         | Prima TV          |
| ---------------- | ----------------- |
| Primo episodio   | 1 settembre 2015  |
| Secondo episodio | 4 settembre 2015  |
| Terzo episodio   | 15 settembre 2015 |
| Quarto episodio  | 22 settembre 2015 |
| Quinto episodio  | 29 settembre 2015 |
| Sesto episodio   | 6 ottobre 2015    |

## Primo episodio

### Trama
Tonio Fortebracci (Gabriel Garko) decide di rinunciare al suo ruolo di padrino di Sirenuse per salvaguardare Antonia (Beatrice Galati), sua figlia, l'unica persona rimasta in vita della sua famiglia, sterminata dalla mafia. Decide così di trattare con i cugini americani un carico di droga che potrebbe fruttargli miliardi e sembra cosa facile. Non ha più nemici perché li ha ammazzati tutti, ma non ha ancora fatto i conti con Carmela Di Venanzio (Laura Torrisi) che, per vendicarsi di Tonio per la morte del fratello Fortunato, ha sposato Tom Di Maggio (Eric Roberts), il padrino più potente di New York con cui Tonio ha trattato per la sua vita e per quella di Antonia. L'affare sembra concluso con i cugini di Cosa Nostra. Così Tonio si reca a New York, dove sua figlia va in collegio e dove deve trattare l'affare con Di Maggio. Ma quando una sera Tonio si presenta all'incontro con Tom per concludere la trattativa, il padrino gli presenta la moglie Carmela e gli punta contro una pistola pronto ad ucciderlo, deciso a vendicare l'onore di sua moglie. I tre non hanno fatto i conti con l'avidità di Lee Di Maggio (Christopher Leoni), che vuole per sé il carico di droga per cui Tonio stava trattando con Tom Di Maggio. Per sbarazzarsi di loro manda ad ucciderli la sua fidata amante, la spogliarellista Jennifer O'Neill (Giulia Rebel) che a bordo di un elicottero attacca il grattacielo dove risiede Di Maggio proprio quando sta per sparare a Tonio e lo mitraglia alle spalle, uccidendolo e ferendo gravemente Carmela. Tonio sale a bordo dell'elicottero e viene portato a villa Di Maggio, dove viene rinchiuso in una stanza con l'inganno, senza sapere chi lo ha fatto rinchiudere. Nel frattempo a Sirenuse i mafiosi mandati da Lee fanno irruzione alla "Liguorum", dove credono che sia nascosta la droga. Ma vi trovano solo del limoncello.
Allora Lee decide di far parlare Tonio, e così fa rapire sua figlia Antonia dal suo autista e guardia del corpo Michael O'Kiff (Stefano Dionisi) che porta al cospetto di Tonio, che però riesce a scappare dopo uno scontro a fuoco con gli uomini di Lee. Lee però ha in ostaggio sua figlia, quindi Tonio deve sottostare ai suoi ordini.
Tonio è quindi costretto a tornare a Sirenuse per organizzare la spedizione del carico a Lee Di Maggio, con la promessa che sua figlia sarà liberata quando l'eroina sarebbe arrivata a New York. Al suo ritorno in patria, però, Tonio viene arrestato dal commissario Renè Rolla (Francesco Testi) grazie ad una soffiata ottenuta da un infiltrato che divide la cella con Ettore De Nicola (Valerio Morigi), figlio della defunta "Tripolina". Ettore però, contattando il procuratore Trapanese (Gilberto Idonea), anch'esso finito in carcere per frode e che da lì governa egregiamente la cupola, riesce a far evadere Tonio. Tonio prende un falso nome grazie all'aiuto del piccolo trafficante mafioso cavalier Dante Giordano (Massimo Venturiello), spietato criminale che gestisce il traffico di droga nella sua officina meccanica insieme. Gestisce l'officina con i figli Vincenzina e Micheluzzo (all'insaputa dei suoi sporchi traffici), e tradisce la moglie Maria Pia (Lina Sastri) con una killer di nome Nelly (Nathalie Rapti Gomez) che lavora per lui.
Braccato dalla polizia, però, Tonio medita una via di fuga che gli permetta di rivedere Antonia e di cominciare così una nuova vita. Decide pertanto di consegnarsi alla polizia e affrontare un processo e testimoniare contro Trapanese, in modo da poter tornare ad essere un uomo libero. La sera prima di essere arrestato finisce a letto con Nelly, l'amante di Giordano.
Nel frattempo a New York Carmela è scampata per miracolo all'attentato dove morì suo marito, e viene ospitata in casa di sua zia Maria. Lee scopre che è ancora viva, e su tutte le furie decide di ucciderla; così si reca all'ospedale dove è ricoverata e la soffoca nel sonno; mentre sta per morire entra nella stanza un'infermiera che riesce inconsapevolmente a salvarla. Appena rimessasi dal coma Carmela scopre che dietro l'omicidio di Tom c'è proprio Lee. Così la donna decide di vendicarsi, e corrompendo Michael e i picciotti di Lee riesce ad intrufolarsi in casa sua. Nello stesso momento questo sta avendo un rapporto sessuale con Jennifer, ma viene sorpreso da Carmela che spara alla ragazza per poi puntare la pistola contro Lee.
- Ascolti: telespettatori 4 205 000 – share 20,33%.[1]

## Secondo episodio

### Trama
Carmela (Laura Torrisi), obbliga Lee a consegnarle la figlia di Tonio, Antonia, per poterlo ricattare, entrare in possesso del carico di droga proveniente dalla Sicilia ed infine uccidere padre e figlia per vendicare la morte del fratello Fortunato, che crede sia stato ucciso da Tonio.
Tonio, nascosto nell'autorimessa di Dante Giordano (Massimo Venturiello), decide quindi di costituirsi e di affrontare il processo. Prima di essere arrestato però paga Dante affinché scopra il luogo in cui è stato nascosto Paride De Nicola (Federico Maria Galante) pentito agli arresti domiciliari, fratello di Ettore De Nicola (Valerio Morigi) e testimone chiave dell'accusa, al fine di non farlo testimoniare al processo. La notizia arriva però anche alle orecchie del commissario Rolla (Francesco Testi) che quindi inizia il suo viaggio alla volta di Perugia, dov'è nascosto Paride.
Nel frattempo a New York, Carmela incolpa Tonio della morte di Tom Di Maggio in una riunione con i padrini americani. La vendetta deve aspettare per Carmela, perché prima bisogna concludere la consegna della droga, ma Carmela chiede ai padrini di essere lei stessa a trattare con Tonio per le condizioni della consegna. Le resistenze dei padrini americani al riguardo vengono sciolte nel momento in cui Carmela rivela di aver rapito Antonia e di poter così convincere Tonio a fare tutto quello che vuole lei.
Il commissario Rolla raggiunge Paride e lo costringe a partire da Perugia, alla volta di un altro luogo sicuro. Quando gli uomini di Tonio arrivano a casa sua, non trovando Paride, decidono di usare la sua ragazza Glen per minacciare Paride. Decidono per tanto di strapparle una treccina da consegnare al fidanzato come avvertimento.
Nel mentre Antonia, ormai fortemente legata al suo carceriere Michael (Stefano Dionisi), scopre che lui è un malato in via terminale.
Tonio intanto viene arrestato e si dà il via al processo contro di lui. Per farsi prosciogliere, Tonio usa la tenera e splendida Daria Bertolaso (Dar'ja Bajkalova), una giovane stagista del procuratore Savino. Con un inganno, Ricky consegna alla stagista una lettera da consegnare a Paride convincendola che sia una revisione della sua confessione, ma una volta consegnata la lettera, al suo interno Paride trova la treccina della sua ragazza, un chiaro atto intimidatorio di stampo mafioso. Questo gesto porta Paride a rinunciare alla sua testimonianza e di conseguenza Tonio viene dichiarato innocente. Tuttavia, Tonio è un uomo d'onore e vuole rimediare al torto fatto a Daria, esecutrice ed al tempo stesso vittima del piano da lui architettato; infatti il commissario Rolla va su tutte le furie e dà la colpa dell'accaduto alla ragazza.
Nel mentre, a casa di Dante Giordano, la moglie Maria Pia (Lina Sastri) cerca di convincere Michele (Thyago Alves), figlio di Dante, a fare da testimone al matrimonio tra sua sorella Vincenzina e Daniele Mirti (Luca Loi), amico d'infanzia di Michele e figlio del più stretto collaboratore di Dante, l'industriale Lamberto Mirti. Proprio Dante propone a Lamberto di rubare a Tonio il suo carico di eroina per rivenderselo e prendersi tutti i suoi guadagni. Dante è convinto che sia il momento giusto per passare da braccio delle famiglie mafiose a padrini.
Il commissario Rolla nutre sospetti su Daria, a causa della mancata testimonianza di Paride, credendo che lei faccia parte dell'organizzazione mafiosa a cui fa capo Tonio e decide di metterla sotto stretta sorveglianza. I tentativi di Tonio di aiutarla in seguito a quanto accaduto in aula creeranno quindi un enorme malinteso, portando a dare fondamento alle ipotesi del commissario e mettendo Daria ulteriormente nei guai, gettando nello sconforto la ragazza.
Ettore, dal carcere, viene a conoscenza che nella sua cella si nasconde una spia grazie ad una soffiata del procuratore Trapanese (Gilberto Idonea). Per scoprire chi è, decide di far partire tre false informazioni ai suoi tre compagni di cella e osservare le loro reazioni.
Tonio è così un uomo libero e può riabbracciare sua figlia. Intanto Lee insidia Carmela, la quale chiede aiuto a Don Lino Li Causi (Burt Young) il più potente dei padrini newyorchesi. Minacciato dal boss, Lee odia sempre di più Carmela, ma è costretto ad aspettare il momento migliore per colpirla senza essere scoperto dai padrini.
- Ascolti: telespettatori 3 604 000 – share 17,62%.[2]

## Terzo episodio

### Trama
Lee Di Maggio (Christopher Leoni), rientrato a casa dopo l'incontro con Don Lino Li Causi (Burt Young), origlia una conversazione di Carmela (Laura Torrisi) e sua zia Maria e scopre che il padre del nuovo nascituro non è Tom Di Maggio (Eric Roberts), come tutti pensavano, ma è proprio Tonio Fortebracci (Gabriel Garko).
Tonio decide di prendere l'iniziativa e chiama a casa Di Maggio per mettere in piedi la trattativa sulla droga e liberare così se stesso e sua figlia Antonia (Beatrice Galati), ma con sua grande sorpresa dall'altro capo del telefono sente la voce della rediviva Carmela. Lei comunica a Tonio la sua intenzione di andare a Sirenuse con Antonia, ma che lui potrà riabbracciare la figlia solo dopo che il carico fosse arrivato in America.
Contemporaneamente, in terra siciliana, Dante Giordano (Massimo Venturiello) dà una festa in onore del fidanzamento della figlia, Vincenzina (Anna Ferraioli Ravel). Il suo interesse, però, è maggiore nei confronti del padre del fidanzato, dal quale aspetta una risposta: è arrivato il momento di smettere di essere a servizio delle famiglie mafiose e di diventare una vera e propria organizzazione. Dante ha proposto il piano e Lamberto decide di farne parte, la loro organizzazione può quindi avere inizio. A movimentare gli animi della festa ci pensa però Nelly (Nathalie Rapti Gomez), l'amante di Dante, giunta a festa iniziata e senza essere stata invitata. Maria Pia (Lina Sastri), moglie di Dante, sconvolta e distrutta per il tradimento del marito, decide di allontanarsi dalla festa per non farsi vedere in lacrime dagli invitati, ma davanti ai suoi occhi si presenta qualcosa di ben più importante: il figlio Michele (Thyago Alves) e Daniele (Luca Loi), promesso sposo di sua figlia, si erano appartati in intimità per baciarsi appassionatamente. Con i rispettivi genitori che vogliono rimettere in piedi Cosa Nostra, il segreto di Michele e Daniele è solo nelle mani di Maria Pia, ancora sconvolta per quanto visto. La donna sa che se il marito dovesse scoprire l'omosessualità di Michele commetterebbe qualche follia e per questo decide di non parlarne.
Intanto Ettore (Valerio Morigi) contatta dal carcere suo zio Enzo Salice (Ennio Coltorti), spietato capofamiglia proprietario di una masseria nell'entroterra siciliano, che violenta la figlia Andra (Maristella Burchietti) malata di mente ed ossessionata dai bambini e maltratta la moglie Fania, analfabeta ma dall'anima dolce (Barbara De Rossi). Enzo custodisce in un luogo sicuro il carico di droga per conto di Tonio, ma Ettore vuole sfruttare lo zio per scoprire chi tra i suoi compagni di cella sia la spia. Per riuscire nel suo intento, si accorda con lo zio e fa partire tre differenti soffiate anonime, una per ogni suo compagno di cella. A seconda di quale arriverà alla polizia, Ettore potrà conoscere l'identità dell'infame.
Mentre Enzo è assente da casa ed i suoi due figli maggiori, i crudeli e violenti Cesare ed Everaldo sono a Catania, Fania manda Andra in città con Beppe, il figlio più piccolo, per farla mettere al sicuro dal parroco. Una volta giunti sul posto, Andra viene riconosciuta da una coppia di amici di Enzo e viene riportata a casa. Enzo, convinto da Fania che Andra fosse scappata e che Beppe fosse fuori a cercarla, picchia selvaggiamente la moglie e lega Andra in cantina con delle catene per evitare altre fughe.
In America, Carmela continua ad usare il pugno di ferro con Tonio, senza rispondere alle sue telefonate e senza farlo parlare con Antonia, portando avanti la sua forma di vendetta per la morte di suo fratello. Ma intanto arriva a Carmela, inaspettatamente, la proposta di matrimonio dal vecchio boss Don Lino Li Causi, che si offre di sposarla per dare un padre a suo figlio e per avere così degli eredi, essendo lui senza figli. Ma essendo ancora nel periodo di lutto, il padrino le lascia il tempo per pensarci. Carmela è schifata da questa offerta ma pur di ottenere più potere è disposta a tutto. Deve però dare la precedenza alla trattativa con Tonio e, con essa, alla sua vendetta: decide di dare appuntamento a Tonio a Mascalucia, quello che un tempo era il loro nido d'amore. Ma Lee invece si dirige da Li Causi, per smascherare Carmela e rivelargli che il figlio è in realtà di Tonio. Il padrino tuttavia è ancora convinto di voler sposare Carmela e decide di difenderne l'onore, cancellando le prove di quanto detto da Lee, minacciandolo di morte se mai avesse aperto bocca al riguardo un'altra volta. Lee ormai è fuori di senno e decide di ammazzare il bambino. Il giorno dopo si reca a casa sua e prende il bambino ed Antonia cercando di gettarsi giù dal grattacielo per ucciderli. Ma vengono salvati da zia Maria che accoltella Lee alle spalle. Nel tentativo però, convinto di portare a termine la sua impresa, rivela ad Antonia che il piccolo è suo fratello, frutto dell'amore tra Carmela e suo padre Tonio. La sera stessa Don Lino porta Carmela con sé fuori città e come regalo di matrimonio spara ed uccide Lee davanti ai suoi occhi.
Giordano va a chiedere appoggio al procuratore Trapanese (Gilberto Idonea), per dare alla sua organizzazione anche l'appoggio della magistratura. Dante, Lamberto e Trapanese si accordano per rapire Antonia all'arrivo in Sicilia, al fine di ricattare Tonio e farsi dare il carico di droga con cui guadagnare i soldi per far rinascere Cosa Nostra. Trapanese riesce anche a convincere Giordano ad includere nella nuova cupola anche Ettore De Nicola, l'unico a conoscenza di dove sia il carico di droga di Tonio.
Maria Pia, ancora sconvolta per la scoperta fatta su Michele e Daniele, viene a conoscenza di un altro segreto: la figlia Vincenzina non è incinta, ma ha ingannato tutti per affrettare la data delle nozze tra lei e Daniele, il quale sembrava invece tentennare. Vincenzina, sempre in pessimi rapporti con sua madre, la prega di non rivelare il suo segreto a nessuno. Maria Pia però rivela a Michele la notizia in quanto il suo figlio preferito, cercando di aiutarlo a fuggire con Daniele a New York, per regalargli una vita felice.
Ettore riesce grazie al suo stratagemma a capire chi sia la spia nella sua cella, così può organizzare la sua fuga e vendicarsi di chi lo aveva infamato. Ucciso l'informatore (un nano) scappa quindi dal carcere con l'aiuto di suo zio Enzo, lasciando però in gabbia gli altri due compagni di cella cui aveva promesso la libertà. La sua fuga permette a Dante di far scattare il semaforo verde per la sua operazione, insieme al suo consuocero ed al procuratore Trapanese. Dopo che Ettore è fuggito, si reca proprio da Trapanese, il quale riesce con una bugia a metterlo contro Tonio: gli dice che sua madre, la Tripolina, e suo fratello Giasone sono stati uccisi da Tonio (anziché rispettivamente da Mancuso e Paride), per non spartire il carico con altri. Ettore così crede alle sue parole.
Tonio è all'oscuro dei piani per la creazione di una nuova cupola di Cosa Nostra, ma la sua diffidenza lo mette sufficientemente in guardia. Decide pertanto di circuire Nelly, l'amante di Giordano, andando a letto con lei, al fine di mettere i bastoni tra le ruote a Dante, il quale sta organizzando il rapimento di Antonia, in arrivo in Sicilia insieme a Carmela. Grazie a Nelly, Tonio scopre che il suo maggiordomo è in realtà una spia di Dante Giordano, così decide di sfruttarlo per mandare fuori strada Dante e non permettergli di rapire Antonia.
La situazione sta sfuggendo di mano al commissario Rolla (Francesco Testi) che, in accordo con il procuratore Savino, decide di sfruttare il debito morale che Tonio sente di avere nei confronti della povera Daria (Dar'ja Bajkalova): la speranza è quella che Daria decida di lavorare sotto copertura per la procura e recuperi così informazioni sul conto di Tonio.
- Ascolti: telespettatori 3 354 000 – share 14,98%.[4]

## Quarto episodio

### Trama
Il momento di partire è giunto, così Carmela (Laura Torrisi) si avvia con Antonia (Beatrice Galati) e Micheal (Stefano Dionisi) all'aeroporto. Ma la zia Maria ha organizzato tutto al fine di salvare Antonia dalle grinfie di Carmela, per evitare che possa compiere qualche gesto di cui poi si pentirebbe per tutta la vita.
Michele Giordano (Thyago Alves) e Daniele Mirti (Luca Loi) si dirigono insieme a Nelly travestita da suora all'aeroporto di Sirenuse per prelevare Antonia e portarla a Dante (Massimo Venturiello).
Tonio (Gabriel Garko) si dirige a Mascalucia per prepararsi all'incontro, ma il carico di droga di Ettore (Valerio Morigi) tarda ad arrivare. Una chiamata della zia Maria, però, informa Tonio che Carmela e sua figlia arriveranno proprio a Sirenuse e non a Palermo, come dettogli precedentemente. Questo mette in agitazione Tonio, che deve andare all'aeroporto prima che Dante riesca a far rapire sua figlia.
All'aeroporto Antonia riesce, grazie a Michael, a scappare da Carmela, ma viene comunque rapita da Nelly e condotta nella macchina di Dante che si finge un poliziotto in borghese e che la porta nella masseria dei Salice, lontana da occhi indiscreti. Michele e Daniele invece si preparano per la loro fuga, aiutati da Maria Pia (Lina Sastri), che li attende per poterli accompagnare a Palermo, dove poi prenderanno un aereo per New York. A casa, però, Vincenzina (Anna Ferraioli Ravel) scopre due biglietti aerei per l'America in camera di sua madre e non si arrende alla fuga di suo fratello e del suo promesso sposo. Frugando in camera di Michele trova le lettere d'amore che i due ragazzi si mandavano. Furiosa per la scoperta e desiderosa di vendetta, decide di svelare tutto a suo padre ed al padre di Daniele. Furibondi per la scoperta, Dante e Lamberto decidono di andare a prendere i figli prima che salgano sull'aereo per mondare il sangue che loro vedono come malato. Dopo averli intercettati lungo la strada che porta a Palermo, li fanno scendere dalla macchina e costringono i due ragazzi a violentare Nelly per dimostrare di essere dei veri uomini, ma davanti al loro rifiuto decidono che l'unica soluzione è quella di ucciderli. Li fucilano in un luogo appartato e per evitare che la voce si sparga in giro, decidono di uccidere anche Nelly.
Nel trambusto avvenuto all'aeroporto Carmela decide che è giunto il momento per la sua vendetta: vuole uccidere Tonio più di ogni altra cosa ed ormai che Antonia è perduta, lei non ha più carte da giocarsi contro di lui. Nel piazzale davanti all'aeroporto lo affronta faccia a faccia e gli spara sei colpi di pistola, anche se l'intervento di Micheal, il quale spinge Tonio dietro ad una macchina, farà sì che nessuno dei 6 vada a segno. A causa dei colpi di pistola sia Carmela che Tonio con Michael (Stefano Dionisi) sono costretti a fuggire per strade diverse prima che la polizia arrivi sul posto.
Ettore (Valerio Morigi), insieme alla famiglia Salice, mette in pratica la seconda parte del piano di Dante: anziché portare la droga a Mascalucia, la portano in un luogo sicuro e vanno al casolare di Tonio per dargli un avvertimento. Non trovandolo, decidono di pestare a sangue il suo migliore amico, Ricky (Cristiano Pasca), riducendolo in terribili condizioni e crocifiggendolo letteralmente dimostrando la crudeltà immonda di De Nicola. All'arrivo Tonio manda Ricky in un convento di suore affinché lo curino e con Michael si preparano per andare a recuperare Antonia. Enzo però nasconde Antonia e Tonio si allontana dalla loro fattoria, convinto che non sia lì. Con ormai poche speranze, Tonio decide di andare a parlare con Trapanese.
Il commissario Rolla (Francesco Testi), saputo dell'attentato a Tonio, capisce che qualcosa si sta muovendo tra le famiglie mafiose e decide di dover intervenire. Per cercare di avvicinarsi a Tonio, chiede a Daria (Dar'ja Bajkalova) di lavorare per la procura sotto copertura.
Alla masseria dei Salice, dove Antonia è tenuta prigioniera, Fania (Barbara De Rossi) aspetta che suo marito Enzo esca di casa per liberare Andra ed Antonia.
- Ascolti: telespettatori 3 617 000 – share 15,71%.[5]

## Quinto episodio

### Trama
Tonio (Gabriel Garko) si dirige nello studio del suo avvocato, dove però era rimasta solo Daria (Dar'ja Bajkalova). Senza farsi vedere dalla ragazza ha modo di origliare una sua telefonata al commissario Rolla (Francesco Testi), venendo così a conoscenza del ruolo da infiltrata di Daria e del piano di Renè e dell'aggressione da parte di Ettore de Nicola al suo avvocato a cui viene tagliata la narice del naso.
Fania Salice (Barbara De Rossi) sta scappando insieme alla figlia e Antonia approfittando dell'assenza di Enzo. Ma il marito rientra alla fattoria notando la porta del nascondiglio della figlia aperto. Appena arrivato però viene tramortito con un colpo d'ascia dalla moglie, che fugge in auto con Andra e con Antonia. Ma dopo meno di un chilometro l'auto esaurisce la benzina e le tre sono costrette a proseguire a piedi. Si rifugiano così in un'area di servizio lungo la strada. Ma Antonia nota Enzo, ormai destatosi e i due figli. Impaurita la bambina scappa verso il centro abitato senza essere vista e riesce a rifugiarsi in un garage aperto, mentre Fania e la figlia riescono a scappare con l'aiuto di Beppe ed a mettersi al riparo in una clinica psichiatrica nelle vicinanze. Invece Enzo viene arrestato poco prima di giungere alla moglie.
Carmela (Laura Torrisi) decide di andare invece in chiesa, per chiedere perdono e consiglio al parroco del suo paese, con cui lei è molto legata. Il parroco stesso, violando il segreto della confessione, le rivela che in una confessione Don Tano Mancuso poco prima di morire gli rivelò che ad ammazzare suo fratello non fu però Tonio ma la Tripolina, facendo crollare tutta la sete di vendetta che Carmela aveva serbato per così tanto tempo. In chiesa arriva però anche Tonio, che voleva chiedere al prete di fare da intermediario con i cugini americani. L'incontro inaspettato viene però interrotto dai figli di Enzo Salice, che irrompono armati in chiesa cercando di uccidere Tonio, ma senza successo. Carmela e Tonio scappano per strade diverse e lei si dirige dal procuratore Trapanese (Gilberto Idonea) con la richiesta di effettuare lo scambio senza spargimento di sangue per volontà del suo futuro marito Don Lino Li Causi.
Maria Pia (Lina Sastri) ha capito che è successo qualcosa a suo figlio Michele (Thyago Alves) ed a Daniele (Luca Loi), vuole quindi fare chiarezza per sapere cosa gli sia successo esattamente. Durante un incontro a casa sua tra suo marito e Don Lamberto per discutere di affari di droga entra e stordisce la figlia con una botta in testa. Vincenzina confessa l'accaduto alla madre che gli spara in testa, uccidendola. Poi dopo aver ucciso anche Lamberto tortura il marito e poi gli spara. In seguito si reca a recuperare i cadaveri di Michele e Daniele per poterli seppellire.
Antonia, sola e senza meta, decide di rifugiarsi dall'unica persona che può trovare e va a piangere sulla tomba della madre e del fratellino Salvatore. Tonio, con gli stessi sentimenti nel cuore, si dirige anche lui al cimitero, ritrovando finalmente così sua figlia. Con Antonia di nuovo fra le sue braccia, Tonio decide di predisporre tutto il necessario per poter partire il prima possibile. Tornati al convento dove Ricky (Cristiano Pasca) era in cura, Tonio e Antonia scoprono della morte di Michael (Stefano Dionisi), avvenuta in seguito alla sua malattia. Ma davanti alla sua salma, Antonia commossa non riesce a sostenere il peso del segreto e rivela a Tonio che lui è il vero padre del figlio appena partorito da Carmela. Tonio decide di andare a parlare con Carmela per prendersi suo figlio, ma tra loro si riaccende la scintilla dell'amore.
Da New York, Don Lino (Burt Young) decide di dirigersi a Sirenuse per sistemare la faccenda della droga e riportare Carmela a New York, dove poi vuole sposarla.
Daria e Renè fanno l'amore e diventano collaboratori contro Tonio Fortebracci. Intanto Ettore si reca nella clinica psichiatrica dove sono ricoverate Fania e la figlia. Ettore spara a Fania e convinto di averla uccisa scappa. Ma la donna non è morta e riesce a rivelare al commissario Rolla che Tonio non è un criminale ma una vittima di un'organizzazione mafiosa più ampia. Gli fa anche i nomi di tutti i membri della nuova cupola ed i loro reati.
Fania è ricoverata in ospedale, così Ettore manda Beppe, figlio minore di Fania, a finire il lavoro. Beppe avvisa il commissario Rolla di andare a parlare con sua madre e uscito dall'ospedale dice ai fratelli ed a Enzo di aver ucciso la madre. Il commissario Rolla, andato a parlare con Fania, scopre che è De Nicola a muovere i fili e che Tonio è, suo malgrado, una vittima di tutti i piani di mafia avvenuti nell'ultimo periodo.
Quella sera il commissario Rolla si reca a casa di Daria per dissuaderla a seguirlo nelle indagini, ma una volta uscito di casa viene raggiunto da Ettore De Nicola che gli spara contro una raffica di mitra, lasciandolo esanime davanti alla disperata Daria.
- Ascolti: telespettatori 3 673 000 – share 14,60%.[7]

## Sesto episodio

### Trama
Il commissario Renè Rolla (Francesco Testi) ormai in punto di morte in ospedale dopo essere stato colpito da una raffica di proiettili sparati da De Nicola riesce a rivelare a Daria (Dar'ja Bajkalova) che Tonio Fortebracci (Gabriel Garko) è una vittima di un'organizzazione mafiosa più ampia, che cerca di fregare anche lui. Non riesce però a rivelare molto altro, portandosi nella tomba quanto dettogli da Fania Salice (Barbara De Rossi).
Tonio prepara i documenti per il trasferimento nella casa sicura in Svizzera, a Lugano. Carmela riceve una telefonata da sua zia che la avvisa dell'imminente arrivo a Sirenuse di Don Lino (Burt Young). Il padrino americano si è insospettito ed ha deciso di andare in Sicilia non solo per concludere l'affare, ma anche per prendere in sposa Carmela. Carmela si dirige quindi in chiesa, chiedendo a Tonio di raggiungerla lì per sposarla immediatamente, in modo che all'arrivo Don Lino non possa volerla per sé. All'ingresso della chiesa viene però fermata e picchiata da Ettore De Nicola (Valerio Morigi) che la porta via con la forza, separandola nuovamente da Tonio.
De Nicola, rapita Carmela, vuole usarla per convincere Don Lino a trattare con lui per la partita di droga di Tonio. Scatta una fotografia a Carmela legata ad un letto e la manda a Trapanese per farla recapitare al padrino americano in arrivo da New York. Tonio si reca quindi a casa di Trapanese per farsi dire dove Ettore tiene nascosta Carmela, ma il procuratore è stato tenuto all'oscuro di tutto da Ettore e non ha pertanto informazioni.
Intanto il procuratore Savino porta a Daria gli ultimi fascicoli su cui lavorava il commissario Rolla, i documenti del caso sul clan De Nicola. Il commissario Rolla si era raccomandato che non ne fosse fatta parola con nessuno e Daria rimane l'ultima persona che possa quindi portare avanti quanto iniziato da Rolla. Daria, memore della frase di Renè secondo cui Tonio era una vittima, decide di chiedere aiuto proprio al padrino, nella speranza di riportare la legalità in terra siciliana.
Ettore va a parlare con Don Lino nella sua camera d'albergo, dicendogli di voler far lui lo scambio di droga e che, a trattativa conclusa, libererà anche Carmela. Inoltre, Ettore rivela a Don Lino del sentimento che lega nuovamente Carmela e Tonio, scatenando le ire del padrino americano che medita vendetta.
I fratelli Cesare ed Everaldo Salice, mentre tengono prigioniera Carmela alla fattoria, decidono di abusare di lei, nonostante le direttive di Ettore. Ma Tonio riesce a raggiungere lo stabile grazie ad un dettaglio trovato nel fascicolo De Nicola e la salva giusto in tempo, uccidendo i due fratelli Salice. Ma proprio mentre stanno per andare via, arriva allo stabile Ettore, che prende nuovamente in ostaggio Carmela. Tonio parte all'inseguimento con il camioncino carico della droga della trattativa con i cugini americani. Dopo un inseguimento, Beppe, nascosto nella macchina di Ettore durante tutto il viaggio, lo colpisce con un coltello alle spalle. Costretto a scendere dalla macchina, Ettore prova a uccidere Tonio, il quale però dopo un breve scontro a fuoco lo colpisce diverse volte, quindi Ettore privo di sensi cade in un fosso. Tonio crede di aver ucciso Ettore, e così si ricongiunge con Carmela. Ma De Nicola è ancora vivo, e viene portato da un medico nelle vicinanze. Ettore viene curato e successivamente uccide il medico stesso.
Tonio decide di chiamare Don Salvo (Giuseppe Cascella), un altro padrino americano, per concludere la sua trattativa, estromettendo di fatto Li Causi e guadagnando così la tanto sperata libertà.
Giunti tutti nella villa in Svizzera, Tonio è convinto di aver finalmente diritto alla tranquillità della sua famiglia. Antonia (Beatrice Galati), tuttavia, sentendosi messa da parte in favore di Carmela, decide di fare una chiamata in Italia per far mettere dei fiori sulla tomba di sua madre nel giorno dell'anniversario della sua morte, in modo da sentirla più vicina. Ettore, recatosi per puro caso al cimitero scopre i fiori e l'indirizzo su di essi. Tonio si rende conto dell'errore commesso da Antonia ma non fa in tempo a cambiare abitazione. Una sera la villa viene assaltata dagli uomini di Ettore De Nicola e Lino Li Causi armati di mitra. Tonio va sul retro della villa per coprire la fuga della famiglia, ma zia Maria e Carmela vengono raggiunte da una raffica di proiettili e cadono a terra morte, mentre Ricky, Antonia e Jonathan fuggono in auto.
- Ascolti: telespettatori 4 324 000 – share 16,32%.[8]